# 练集镇
练集镇，是中华人民共和国河南省周口市商水县下辖的一个乡镇级行政单位。

## 行政区划
练集镇下辖以下地区：
刘楼村、薛套村、朱集村、东刘坡村、王寨村、南胡庄村、村李村、时庄村、田楼村、耿楼村、河沿村、闫桥村、梁寨村、东梁庄村、梁楼村、五所楼村、曲吴庄村、练集村、中杨庄村、马庄村、周楼村、东钱营村和曲三所楼村。